# La montaña mágica

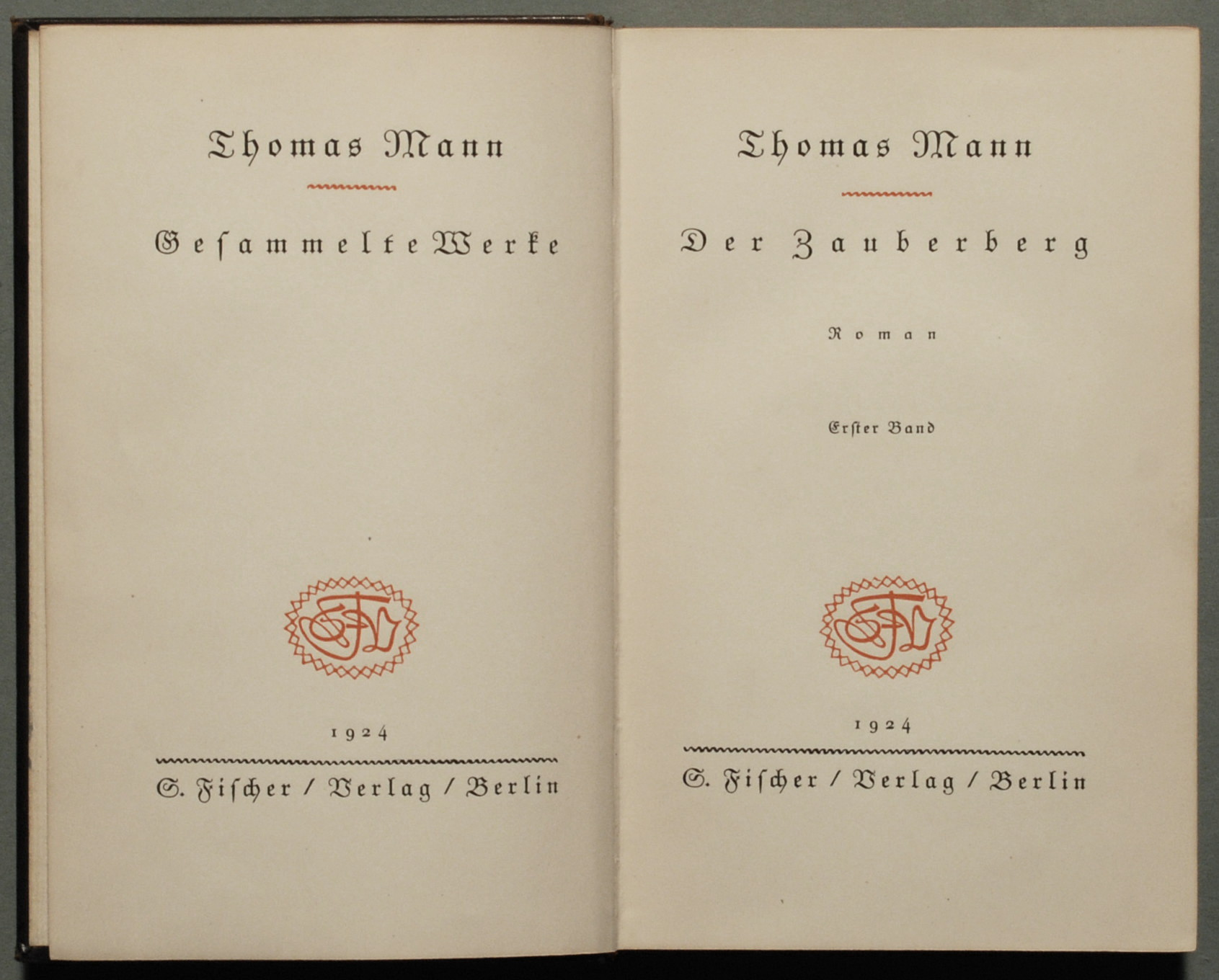
1924

La montaña mágica (Der Zauberberg, en el original alemán) es una novela de Thomas Mann que se publicó en 1924. Es considerada la novela más importante de su autor y un clásico de la literatura en lengua alemana del siglo XX que ha sido traducido a numerosos idiomas, siendo dominio público en países como Estados Unidos, España, Brasil, entre otros.
Thomas Mann comenzó a escribir la novela en 1912, a raíz de una visita a su esposa en el Sanatorio Wald de Davos en el que se encontraba internada. La concibió inicialmente como una novela corta, pero el proyecto fue creciendo con el tiempo hasta convertirse en una obra mucho más extensa. La obra narra la estancia de su protagonista principal, el joven Hans Castorp, en un sanatorio de los Alpes suizos al que inicialmente había llegado únicamente como visitante. La obra ha sido calificada de novela filosófica, porque, aunque se ajusta al molde genérico del Bildungsroman o novela de aprendizaje, introduce reflexiones sobre los temas más variados, tanto a cargo del narrador como de los personajes (especialmente Naphta y Settembrini, los encargados de la educación del protagonista). Entre estos temas ocupa un lugar preponderante el del «tiempo», hasta el punto de que el propio autor la calificó de «novela del tiempo» (Zeitroman), pero también se dedican muchas páginas a discutir sobre la enfermedad, la muerte, la estética o la política.
La novela ha sido vista como un vasto fresco del decadente modo de vida de la burguesía europea en los años anteriores a la Primera Guerra Mundial.

## Creación de la novela
Según declara el mismo autor en una introducción a la novela, la idea inicial de La montaña mágica se le ocurrió a raíz de la estancia de su esposa, Katia, en el Sanatorio Wald de Davos, en 1912. En varias cartas, hoy perdidas, Katia informaba detalladamente a su esposo de su vida cotidiana en la institución. El propio Mann visitó a su esposa durante una temporada (en mayo y junio de ese año), y pudo conocer por sí mismo el funcionamiento de la institución. Como escribió la propia Katia:

Me visitó en Davos, y su llegada fue, sin duda, similar a la de Hans Castorp. Él también se bajó del tren en Davos-Dorf y yo me reuní con él, tal y como hizo el primo de Castorp, Ziemssen. Subimos al sanatorio, y ahí hablamos incesantemente, como los primos [...] Le señalé a los tipos varios que ya le había descrito, y luego los incorporó a su novela, simplemente cambiando los nombres.

Como a Castorp, a Mann el director del sanatorio en que estaba ingresada su esposa le sugirió que permaneciese internado por una temporada, pero el autor rechazó la idea.
Un argumento similar había aparecido ya en la novela Tristán, de 1903, en la que el personaje de Anton Klöterjahn lleva a su mujer enferma del pulmón a un sanatorio en la montaña. Allí conoce al escritor Detlev Spinell. Este la convence de que toque al piano un pasaje de la ópera Tristán e Isolda de Richard Wagner, a pesar de que los médicos le habían prohibido cualquier esfuerzo.
En un primer momento, Mann pensó escribir sobre este tema una novela corta que fuese «la contrapartida humorística» de La muerte en Venecia, que había publicado en 1912, una especie de «drama satírico». Su propósito era publicarla en la revista satírica Neue Rundschau. Inició la escritura del primer capítulo de la obra inmediatamente después de su regreso del sanatorio, interrumpiendo la novela en la que estaba trabajando (Confesiones del estafador Félix Krull). Pronto descubrió, sin embargo, que la historia que tenía en mente demandaba una mayor extensión, por lo que terminó siendo una «novela corta alargada».
El trabajo de Mann en la obra fue interrumpido por el estallido de la Primera Guerra Mundial. Lo retomó en 1920, aunque de forma discontinua. Es importante tener en cuenta que durante el proceso de creación de la novela, las opiniones políticas de Mann sufrieron una importante transformación. Al estallar la Primera Guerra Mundial, apoyó explícitamente la causa belicista y el nacionalismo alemán con varias publicaciones, entre las que destaca el ensayo Consideraciones de un apolítico, publicado en 1918. En este ensayo, Mann defendía la tradición cultural alemana (Kultur), oponiéndola a la de las democracias occidentales (Zivilisation). Esta toma de posición le hizo enfrentarse a su hermano, Heinrich Mann. Desde 1922, sin embargo, Mann, reconciliado con su hermano, tomó decididamente partido por la democrática República de Weimar.
Mann publicó finalmente la novela, en dos volúmenes, en otoño de 1924, en la editorial S. Fischer.

## Argumento

### Llegada al sanatorio
La novela está dividida en siete capítulos, cada uno de los cuales se subdivide a su vez en varios epígrafes. El momento histórico en que transcurre la acción no se indica de forma precisa, aunque el autor se ocupa de comentar en el prólogo a la obra que se desarrolla:

[...] en otro tiempo, en el pasado, antaño, en el mundo anterior a la Gran Guerra, con cuyo estallido comenzaron muchas cosas que, en el fondo, todavía no han dejado de comenzar.

Sabemos, no obstante,  que Hans Castorp permanece siete años en la montaña y la abandona cuando estalla la Gran Guerra, por lo que su llegada debe producirse en el verano de 1907.
La novela se abre con el viaje en ferrocarril del joven de veintitrés años Hans Castorp desde Hamburgo hasta Davos, en los Alpes suizos, para visitar a su primo Joachim Ziemssen, en el Sanatorio Internacional Berghof. Castorp llega al sanatorio al anochecer de un martes de principios de agosto (no se indica en la novela la fecha exacta). Joachim, que piensa seguir la carrera militar, lleva ya cinco meses internado en el sanatorio tratándose de su tuberculosis, y advierte a Castorp, cuando va a recibirle a la estación, de que en el lugar se vive con un sentido del tiempo enteramente diferente al habitual. El sanatorio se encuentra en lo alto de una montaña, a más de 1600 metros de altitud. A Castorp, que acude al sanatorio no como paciente, sino como simple visitante, se le asigna la habitación 34, en la que acaba de fallecer una enferma estadounidense, y que se encuentra situada entre la de su primo y la de un matrimonio ruso.
Tras narrar la primera toma de contacto de Castorp con el sanatorio y sus huéspedes, se explican (en el capítulo II) los antecedentes familiares del protagonista, único hijo de una familia de comerciantes de Hamburgo, que, tras el prematuro fallecimiento de sus padres, ha sido educado primero por su abuelo, y luego por su tío, el cónsul Tienappel. Aunque cuenta con una buena posición económica gracias a la herencia familiar, sus rentas no bastan para vivir sin trabajar, por lo que estudió una carrera. Acaba de concluir sus estudios de ingeniería naval y está ilusionado con la perspectiva de empezar a ejercer la profesión en cuanto regrese a Hamburgo.
En el momento de su llegada, Castorp tiene la intención de permanecer solo tres semanas en el sanatorio visitando a su primo, antes de incorporarse a su trabajo en los astilleros Tunder & Wilms. En la noche de su llegada, conoce a uno de los médicos del sanatorio, el doctor Krokovski.

### El primer día

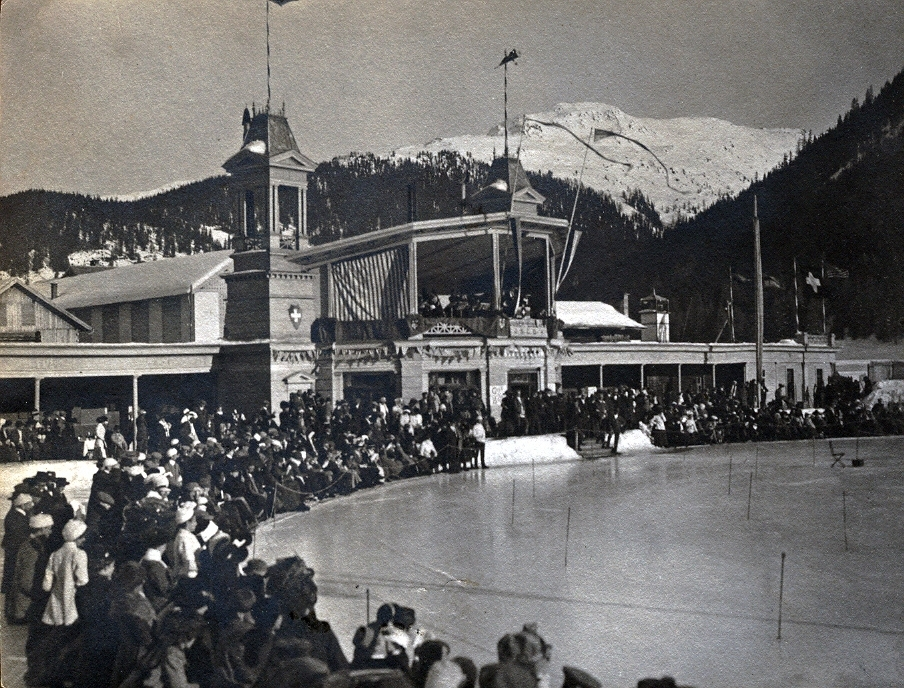
Pista de patinaje en Davos, hacia 1915.

El capítulo III de la novela está íntegramente dedicado a narrar minuciosamente la primera jornada de Castorp en el Sanatorio Internacional Berghof. Ligeramente molesto por las ruidosas manifestaciones de afecto del matrimonio ruso que se hospeda en la habitación contigua a la suya, Castorp baja a desayunar al comedor con su primo a las ocho de la mañana. El comedor es una sala amplia, más larga que ancha, y muy luminosa, en la que están dispuestas siete mesas, cada una de ellas con capacidad para diez comensales. Joachim presenta a Hans a sus compañeros de mesa, aunque este no les presta demasiada atención.
Al salir del comedor, Castorp es presentado al médico jefe, doctor Behrens, que en una charla aparentemente de cumplido aprecia síntomas de anemia en el joven. A continuación, Castorp y su primo salen a pasear por los alrededores del sanatorio; se cruzan con un grupo de jóvenes de ambos sexos, que forman parte, según explicará posteriormente Ziemssen, de la Sociedad Medio Pulmón. Una chica del grupo, Herminie Kleefeld, silba con su neumotórax para sorprender a Castorp.

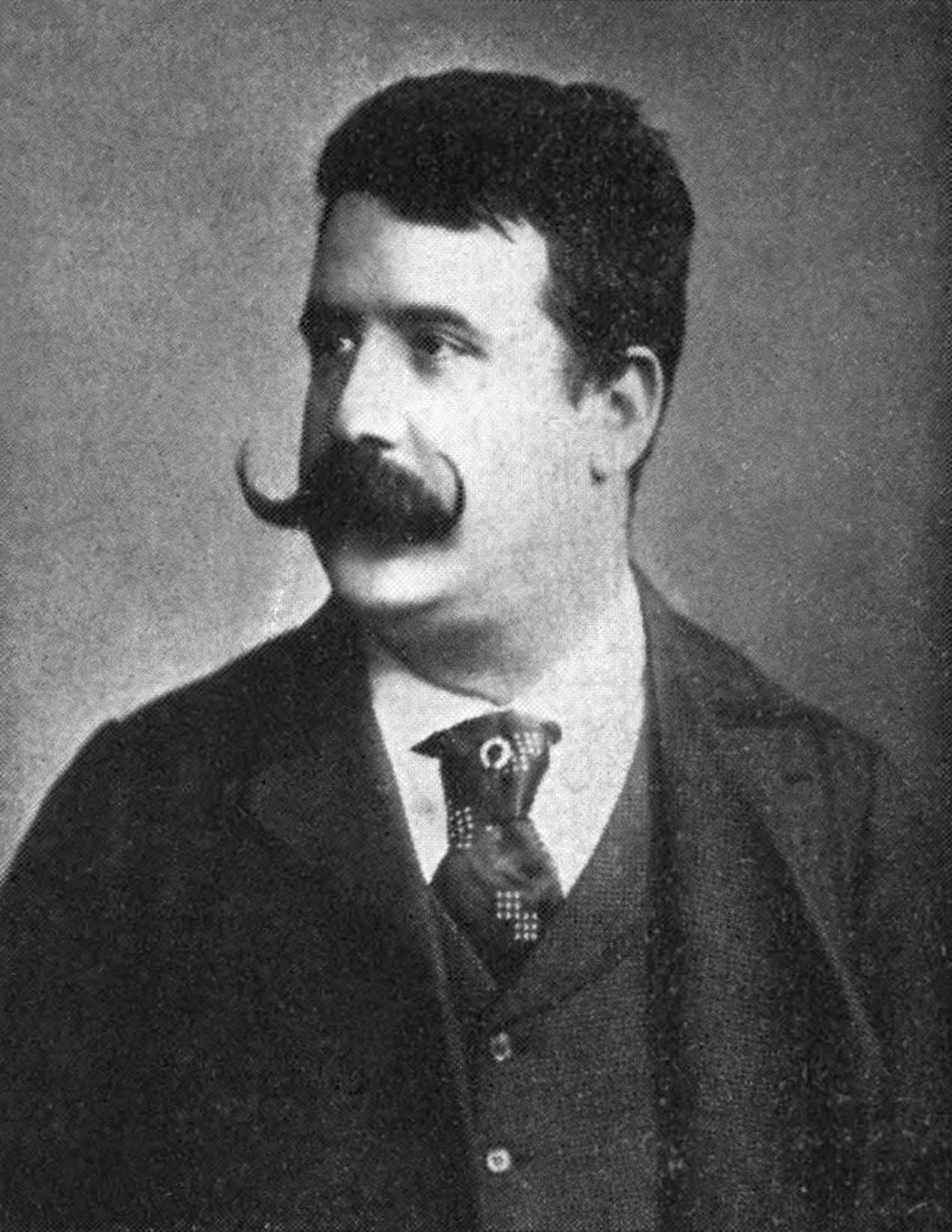
Ruggero Leoncavallo fue el modelo del personaje de Lodovico Settembrini en cuanto a su apariencia física. A Castorp su mezcla de dejadez y encanto le hacía pensar en un organillero.

Castorp comenta que ha empezado a notar dos extraños síntomas desde que se encuentra en el sanatorio: siente un extraño ardor en la cara, y ha dejado de apreciar el sabor de los puros que suele fumar (de la marca Maria Mancini). La conversación que sigue entre los dos primos gira en torno al tema de la muerte, pero es interrumpida por la llegada de un nuevo personaje, Lodovico Settembrini, un escritor italiano, de Padua, admirador de Carducci, de quien recita un himno a Satán. La apariencia de Settembrini, «mezcla de dejadez y encanto», hace a Castorp pensar en un organillero. Su conversación, trufada de citas literarias, con referencias a la ópera La flauta mágica, el poeta latino Virgilio y la mitología griega, causa a Castorp una grata impresión. Con el tiempo, Settembrini, masón, ardiente defensor del humanismo, la democracia y el progreso, terminará por convertirse en cierto modo en el amistoso mentor de Castorp en cuestiones de filosofía y política.
Los dos primos regresan después al sanatorio para realizar la cura de reposo prescrita en el tratamiento de Ziemssen, a la que se suma Castorp en su afán de seguir las costumbres del lugar. Tienen una breve conversación acerca de la naturaleza del tiempo, hasta que llega la hora del almuerzo. Concluido este, dan un nuevo paseo, llegando esta vez hasta el pueblo, al que sigue una nueva cura de reposo. Durante la comida, que a Castorp le resulta excesiva, hace su aparición un nuevo personaje, Clawdia Chauchat, rusa, que llama la atención de Castorp por su desagradable costumbre de dar portazos. En la cura de reposo que viene a continuación, mientras está tumbado en la chaise longue de la terraza de su habitación, el protagonista es testigo de las bravatas de un enfermo incurable, el señor Albin, que en el jardín fantasea con la idea del suicidio ante un grupo de señoras.
Durante la cena, Castorp ve de nuevo a Clawdia Chauchat, que le recuerda a alguien, aunque no consigue precisar a quién. Después entabla de nuevo conversación con Settembrini, quien le aconseja que abandone cuanto antes el sanatorio. El protagonista, que se encuentra ya muy cansado, no toma en serio las palabras del italiano. Se acuesta poco después. En sus disparatados sueños, se mezclan las personas que ha conocido en el sanatorio con recuerdos de su infancia.

### Las primeras tres semanas. Settembrini y Clawdia Chauchat
El capítulo IV describe la vida de Castorp en el sanatorio durante aproximadamente dos semanas y media. Dos personajes tienen un especial relieve en este capítulo: Settembrini y Clawdia Chauchat.
Durante los días que siguen a su ingreso en el Sanatorio Internacional Berghof, el protagonista conversa a menudo con Settembrini, quien le habla de su padre, un famoso erudito, y de su abuelo, Giuseppe Settembrini, que había sido revolucionario y tomado parte en la Revolución de 1830. El italiano le expone también a Castorp sus ideas acerca de la enfermedad, la música, y el progreso.
La conversación acerca de la enfermedad comienza cuando Castorp, un poco al azar, afirma que «la enfermedad, en cierto modo, tiene algo de noble». Settembrini lo niega vehementemente, exponiendo su punto de vista, según el cual la idea expuesta por Castorp es, en sí misma, enfermiza y oscurantista. Acerca de la música, las opiniones de Settembrini le resultan a Castorp bastante chocantes: aunque le reconoce «un aspecto moral», en tanto que «estructura el tiempo a través de un sistema de proporciones de una particular fuerza y así le da vida, alma y valor», afirma sentir hacia ella «una antipatía de índole política», por cuanto a veces puede ejercer una influencia similar a la de los estupefacientes. En la tercera conversación, a propósito de la profunda admiración que siente por su abuelo el revolucionario, Settembrini expone claramente su visión del mundo:

[...] el mundo entrañaba la lucha entre dos principios, el poder y el derecho, la tiranía y la libertad, la superstición y el conocimiento, el principio de conservación y el principio de movimiento imparable: el progreso. Se podía definir al uno como el principio oriental; al otro como el principio europeo, pues Europa era la tierra de la rebeldía, la crítica y la actividad para transformar el mundo, mientras que el continente asiático encarnaba la inmovilidad y el reposo.

A pesar de la innegable fascinación que las palabras de Settembrini ejercen sobre su ánimo, el protagonista no se deja del todo convencer por ellas, e incluso manifiesta en ocasiones que sus puntos de vista le parecen absurdos. Opone a Settembrini la figura de su propio abuelo, encarnación, para él, de los valores más positivos del conservadurismo.
Durante este período, Castorp empieza también a sentirse interesado por Clawdia Chauchat, que ya el primer día le había llamado la atención por sus ruidosos portazos. Clawdia es una mujer rusa de 28 años, casada con un funcionario destinado en el Daguestán, de quien vive separada, pues reside prácticamente todo el año en sanatorios. Sus rasgos «tártaros» fascinan a Castorp, a quien le recuerdan los de un antiguo compañero de escuela por el que sentía fascinación en su infancia, Pribislav Hippe. Del desagrado inicial que le producen los modales de Clawdia, Castorp pasa a un estado de enamoramiento, aun cuando no se atreve a confesárselo a sí mismo, y a un morboso interés que le lleva a forzar breves encuentros con ella, aun cuando no se atreve a dirigirle la palabra. Madame Chauchat se sienta en una mesa relativamente alejada de la de Castorp en el comedor, que en la novela se conoce como «la mesa de los rusos distinguidos».
El primer lunes de su estancia en el sanatorio, Castorp, tras regresar de un paseo que le deja extrañamente fatigado, asiste a una conferencia del doctor Krokovski, en la que este explica que la enfermedad procede «de una actividad amorosa reprimida», y defiende la «disección psíquica» como método de curación, ideas en parte coincidentes con las entonces en boga de Sigmund Freud.
Cuando se aproxima el momento en que, según lo proyectado, debe abandonar el sanatorio, Castorp coge inesperadamente un resfriado, y descubre que tiene fiebre. Acepta acompañar a su primo a la consulta del doctor Behrens, y este le descubre una afección pulmonar y le ordena guardar cama durante tres semanas. Castorp, por lo tanto, deberá permanecer en el Sanatorio Internacional Berghof por un período no precisado, pero que se supone será bastante largo.

### La aclimatación de Castorp
El quinto capítulo de la obra cubre un período considerablemente más amplio que los anteriores: desde septiembre del año de la llegada de Castorp al sanatorio, hasta febrero del año siguiente, concretamente hasta la noche del Martes de carnaval.
Para curarse su inesperada enfermedad, Castorp pasa tres semanas en cama, sin participar en la rutina diaria del sanatorio, aunque se informa de las novedades a través de su primo Joachim. Un día recibe la visita de Settembrini, quien le manifiesta su deseo de actuar como su mentor, a lo que el joven accede encantado. Finalmente, cumplido el periodo de tres semanas prescrito por el médico, y a finales de septiembre, Castorp abandona el lecho y se incorpora de nuevo a la vida del sanatorio. Ocho días después, se le hace una radiografía, que confirma el diagnóstico inicial de Behrens. La experiencia de ver el esqueleto de su primo, y el de su propia mano, causa a Castorp una honda impresión: «Hans Castorp no se cansaba de mirar [...] aquellos huesos sin carne que no eran sino un memento de la muerte».
A partir de ese momento, Castorp se adapta a la perfección a su nueva vida como paciente en el sanatorio. Escribe a su familia para explicar la situación, que le obligará a posponer su ingreso previsto en los astilleros, y se prepara para una estancia larga, de duración indefinida. Settembrini vuelve a prevenirle contra el ambiente del sanatorio, y a aconsejarle que se vaya cuanto antes. Además, le previene contra la influencia «asiática» que puede sufrir allí, en una velada alusión al amor disimulado que por entonces siente Castorp hacia Clawdia Chauchat. Sin embargo, el protagonista hace oídos sordos a las palabras de Settembrini.
Por entonces, Castorp está ya «perdidamente enamorado» de madame Chauchat, aunque no se atreve siquiera a dirigirle la palabra, y se conforma con algunos breves encuentros aparentemente casuales, que le hacen sentir una gran excitación. Como se entera de que el médico jefe, el doctor Behrens, está pintando un retrato de Clawdia, se hace invitar a sus habitaciones con la única finalidad de ver el retrato de su amada. La conversación con el médico, sin embargo, llama su atención hacia el misterio del origen de la vida, y hacia disciplinas como la anatomía, fisiología, la patología, la embriología y otras afines, sobre las que empieza a leer con fruición. Reflexiona acerca de qué es lo que distingue a la vida de la muerte, y a la materia viva de la materia inerte.
Tras la celebración de la fiesta de Navidad, que apenas altera la monotonía imperante en el sanatorio, Castorp comienza a tomarse interés por los moribundos que residen allí, mezcla de caridad cristiana y de morbosa fijación con la muerte. Secundado por su primo Joachim, acude al lecho mortuorio de varios enfermos desahuciados, intentado hacerles más agradables sus últimos momentos. Settembrini se opone rotundamente a esta nueva «afición» del protagonista, en general muy bien recibida por los destinatarios de sus atenciones. Los primos dedican bastante atención sobre todo a una enferma, Karen Karstedt, que no está internada en el sanatorio, sino que reside en el pueblo cercano.
Con estas actividades, pasa el tiempo (Castorp ya se ha habituado a la diferente percepción del tiempo que reina en el sanatorio) y se acerca el Martes de Carnaval, festividad que reviste especial importancia para los habitantes de la montaña. Se celebra una fiesta de disfraces, en la que todos beben abundantemente, y, para señalar la abolición por un día de las diferencias sociales, todos los residentes se tutean. Solo en esa noche, después de casi siete meses de amarla en silencio, Castorp osa dirigir la palabra a Clawdia Chauchat, utilizando el mismo pretexto que usó en la infancia para hablar con Pribislav Hippe: le pide un lápiz. Entabla conversación con la rusa, en francés, y le confiesa su amor por ella. Madame Chauchat mantiene una actitud un tanto ambigua hacia sus aproximaciones, pero cabe entrever que después tienen un fugaz encuentro erótico,[cita requerida] que no se narra explícitamente en la novela. Clawdia le revela que al día siguiente ha decidido partir hacia el Daguestán para encontrarse con su marido, lo que deja a Castorp desolado, aunque deja abierta la posibilidad de su regreso. Antes de despedirse, Castorp y Clawdia intercambian sus respectivas placas pulmonares.

### Naphta
El capítulo VI se inicia el día siguiente a la partida de Clawdia, que deja a Castorp desconsolado. Durante cierto tiempo se interrumpe la relación entre Castorp y Settembrini, ya que este último está decepcionado por el comportamiento del joven con respecto a madame Chauchat. Sin embargo, llegada ya la primavera, ambos reanudan su relación. El italiano le anuncia sin embargo su intención de abandonar el sanatorio para instalarse en el pueblo (en Davos Dorf), ya que finalmente ha desistido de su curación. Castorp comienza por entonces a acudir a sesiones de psicoanálisis (de «disección psíquica») en el despacho del doctor Krokovski, y siente, coincidiendo con la floración primaveral, un súbito interés por la botánica. Ziemssen está deseoso de partir para incorporarse a la carrera militar, pero los médicos se lo desaconsejan vivamente.
Un día que los primos están paseando por los alrededores, se encuentran por casualidad con Settembrini, que ya ha abandonado el sanatorio, y pasea en compañía de un profesor de latín que vive realquilado en la misma casa que él, Leo Naphta. A pesar de las reticencias del italiano, que ve en Naphta una influencia perjudicial para Castorp, los primos acuden a visitarle a su casa.
Las conversaciones entre Naphta y Settembrini, dos formas opuestas de ver el mundo, ocupan numerosas páginas de la novela. En la primera conversación escuchada por Castorp, Settembrini se declara monista, y Naphta dualista. Mientras que Settembrini es partidario de la acción, Naphta defiende la vida contemplativa, citando a Bernardo de Claraval y Miguel de Molinos para rebatir la aseveración de Settembrini de que el quietismo es propio de la mentalidad oriental. La conversación se desliza después hacia temas políticos, y Naphta expresa, de forma vaga, su idea de un «nuevo reino de Dios», mientras que el ideal de Settembrini es la «República universal».
La segunda conversación se desarrolla días después, cuando Castorp y Ziemssen acuden a visitar a Naphta en sus habitaciones, que les sorprenden por su lujo. Llama la atención de Castorp una Pietà gótica, del siglo XIV, que le conmueve porque «nunca hubiera podido imaginar algo tan feo [...] y al mismo tiempo tan bello». Castorp y Naphta han entablado una conversación sobre estética cuando inesperadamente llega Settembrini y se une a la reunión. En la discusión que sigue, Naphta manifiesta algunos puntos de vista que sorprenden a Castorp: defiende la teoría geocéntrica de Ptolomeo, frente al heliocentrismo de Copérnico, ya que solo «es verdadero lo que es beneficioso para el hombre». De este modo,

El hombre es la medida de todas las cosas y su felicidad es el criterio de la verdad. Un conocimiento teórico que careciese de referencia práctica a la idea de felicidad del hombre estaría tan sumamente desprovisto de interés que no se le podría conceder el valor de ser verdadero y tendría que ser rechazado.

A continuación, Naphta expone sus ideas políticas: es enemigo del Estado, del capitalismo y de la burguesía, y defiende la restauración de un supuesto estado originario de la Humanidad,

... sin organización social y sin violencia, un estado de unión directa de la criatura con Dios en el que no existían el poder ni la servidumbre, no existían la ley ni el castigo, ni la injusticia, ni la unión carnal, ni la diferencia de clases, ni el trabajo ni la propiedad; tan sólo la igualdad, la fraternidad, y la perfección moral.

La ideología que expone Naphta a continuación es una mezcla de milenarismo cristiano, anarquismo y comunismo, en palabras de Castorp, «un individualismo anónimo y colectivo». El componente comunista tiene una gran importancia, por cuanto menciona como «solución provisional» la «dictadura del proletariado».

### Partida de Ziemssen
Llega el mes de agosto, con lo que se cumple un año de la estancia de Castorp en el sanatorio. Joachim, que lleva casi año y medio internado, decide, cuando el doctor Behrens le prescribe otros seis meses de estancia en el Berghof, abandonar por su cuenta y riesgo la institución para incorporarse a su regimiento. En cuanto a Castorp, el doctor dictamina que se ha restablecido ya, pero él se niega a aceptarlo, y decide permanecer en el sanatorio. Pocos días después, Ziemssen abandona el Berghof. En otoño llega uno de los tíos de Castorp, James Tienappel, con la finalidad de arrancar de allí a su sobrino, ya que no entiende por qué se obstina en permanecer allí. La llegada de Tienappel recuerda un tanto a la del propio Castorp el año anterior; como Castorp con Madame Chauchat, Tienappel comienza a sentirse fascinado por una tal señora Redisch. Sin embargo, después de una morbosa conversación sobre la muerte en el comedor, parte de improviso, desistiendo de llevarse a su sobrino.
Tras la partida de su primo, Castorp establece relaciones amistosas sobre todo con dos enfermos: Anton Karlovich Ferge, ruso, de San Petersburgo, uno de los desahuciados que visitó en la época en que practicaba la caridad; y Ferdinand Wehsal, alemán, de Mannheim, enamorado platónico, como lo había sido Castorp, de Clawdia Chauchat. Con ellos acude a menudo a visitar a Naphta y a Settembrini. El interés de Castorp por Naptha se ve reforzado cuando descubre que es jesuita, y encuentra semejanzas entre su condición y la de su primo Ziemssen, el militar. Varios meses después, ya próxima la Navidad, tiene lugar una nueva conversación entre Naphta y Settembrini, a la que asisten como testigos Castorp, Ferge y Wehsal, acerca de la enfermedad y la muerte. En el curso de dicha conversación, se abordan también los temas de la tortura y la pena de muerte, sobre los que Naphta y Settembrini mantienen posiciones divergentes.

### El "sueño de nieve"
El episodio titulado «Nieve», integrado en el capítulo VI, puede considerarse como el punto álgido de la segunda mitad, y quizás incluso de toda la novela, aunque tiene un fuerte carácter episódico.
Durante el segundo invierno que Castorp pasa en el sanatorio, cae una enorme nevada, y el protagonista, deseoso de entrar en contacto con la naturaleza, decide adquirir unos esquíes, y, así equipado, emprende una serie de excursiones por los valles cercanos.
Durante una de ellas, buscando intencionadamente el peligro de la «blanca nada» del paisaje nevado, que ejerce sobre él una romántica atracción, Hans Castorp se ve atrapado en una tormenta de nieve. Debe refugiarse del viento junto a una cabaña solitaria, en la que no consigue entrar. Bebe un trago de oporto. El efecto de la bebida, junto con el del esfuerzo al que no está acostumbrado, le causa un extraño sueño.
En el sueño ve inicialmente una maravillosa bahía que le evoca las costas del Mediterráneo (donde jamás ha estado), con jóvenes alegres y hermosos, hijos del mar y el sol, que se tratan con amabilidad, consideración y respeto. A continuación descubre un extraño templo, en el que entra, descubriendo dos estatuas femeninas, que parecen mujer e hija. Por algún motivo, la angustia va invadiendo su ánimo. La puerta del santuario del templo está abierta, y Castorp divisa una escena terrible: dos brujas desgarran y devoran a un niño pequeño ante las llamas de un brasero. Medio despierto, comparando ambas escenas oníricas, Hans Castorp reconoce que las formas y la civilidad humanas finalmente no son más que la superación de lo horrible y lo bruto que se encuentra en nosotros. Ahora duda de sus mentores Settembrini y Naphta, que considera simplistas, pero también de los contrarios «muerte-vida», «enfermedad-salud», «mente-naturaleza». El ser humano es más noble que las contradicciones, porque estas solo existen a través suyo, por eso es su señor. Por simpatía hacia la humanidad Hans Castorp decide, si bien no reprimir el conocimiento de la muerte, seguir en adelante el siguiente moto, la única frase escrita en cursiva en todo el libro, «En nombre de la bondad y del amor el hombre no debe dejar que la muerte reine sobre sus pensamientos». Hans Castorp enseguida olvida la máxima tras escapar a tiempo de la tormenta. De hecho, son fundamentalmente reflexiones de Thomas Mann, escritas para sí mismo y para el lector.

### Regreso y muerte de Ziemssen
Tras un año de ausencia, durante el cual ha seguido con éxito su carrera militar, alcanzando el grado de teniente, el primo de Castorp, Joachim Ziemssen, de nuevo gravemente enfermo, se ve obligado a regresar al Sanatorio Berghof. Llega a principios de agosto, dos años después de la llegada de Castorp al sanatorio y del comienzo de la novela. Ziemssen, que llega acompañado de su madre, le da a Castorp noticias de Clawdia Chauchat, con la que ha coincidido en Múnich, y le informa que piensa regresar al sanatorio, posiblemente en invierno.
Ziemssen reanuda su vida de antaño junto a Castorp y sus nuevos compañeros, Ferge y Wehsal, y sus visitas a Naphta y Settembrini. Ya antes del regreso de Ziemssen, Castorp había descubierto, por mediación de Naphta, la pertenencia de Settembrini a la francmasonería, y había conversado sobre el tema con cada uno de sus «mentores» por separado, acerca de los propósitos de esta sociedad. Ya en presencia del primo de Castorp, tiene lugar otra conversación entre Naphta y Settembrini acerca de literatura, que se inicia cuando el primero emite un juicio despectivo acerca del poeta latino Virgilio, y ridiculiza la tradición clásica en general, lo que atrae una airada respuesta por parte de Settembrini. Para Naphta, lo que se conoce como tradición clásica no es más que «una forma de pensamiento típica de una época concreta, del liberalismo burgués para ser exactos, que como tal puede morir con ella», en tanto que para el italiano es «el reflejo de la esencia del hombre».
Pasa el tiempo y el estado de salud de Ziemssen va progresivamente empeorando. Castorp consigue que el médico jefe Behrens le revele que su muerte es inminente. Llega un momento en que el enfermo se ve obligado a guardar cama, y Castorp hace venir de nuevo a su madre. Finalmente, Ziemssen fallece, un día de finales de noviembre, a las siete de la tarde, dejando a todos conmovidos por el heroísmo con el que ha aceptado su destino.
Con la muerte de Ziemssen concluye el sexto capítulo de la novela.

### Un nuevo personaje: Mynheer Peeperkorn
Finalmente, a comienzos del invierno regresa, como Castorp esperaba, Clawdia Chauchat. Lo hace, sin embargo, acompañada de un nuevo personaje, Mynheer Peeperkorn, un neerlandés que se ha convertido en su nuevo amante. Peeperkorn, inmensamente rico gracias a sus plantaciones de café en Java, llama pronto la atención de todos los enfermos del sanatorio por su desbordante personalidad y por sus modales imperiosos. El hedonista Peeperkorn es alcohólico y tiene un apetito descomunal. Aunque inicialmente Castorp sufre por verse relegado en el amor de Clawdia, termina también fascinado por Peeperkorn. Ve en la fuerza de su personalidad, que subyuga a cuantos se encuentran en su presencia, la superación de la actitud exclusivamente intelectual ante la vida de Naphta y Settembrini.
Castorp presenta a Peeperkorn a sus dos «mentores», Naphta y Settembrini, aunque estos no comparten su admiración por el neerlandés.
A pesar de la interferencia que supone la presencia de Peeperkorn, Naphta y Settembrini continúan sus interminables disputas, en esta ocasión acerca del papel de la Iglesia en la historia de la humanidad. Aunque Peeperkorn es incapaz de articular un discurso coherente, la fuerza de su personalidad hace que los duelos dialécticos entre ambos contrincantes pierdan su fuerza.
En una conversación posterior, Castorp se sincera con Clawdia, a la que continúa amando a pesar de su profunda admiración por Peeperkorn. Castorp y Clawdia reanudan su relación, a espaldas de Peeperkorn. Días después, Castorp acude a visitar al neerlandés, que debe guardar cama frecuentemente, a sus habitaciones. Se confiesan su mutua amistad, y Castorp termina revelándole su relación con Clawdia. Eso no enturbia, sin embargo, su amistad, sino que parece fortalecerla.
En el mes de mayo, el grupo formado por Castorp, Ferge, Wehsal, Settembrini, Naphta, Peeperkorn y Clawdia Chauchat emprende una excursión para visitar la catarata del valle del Flüela. Esa misma noche, una enfermera despierta a Castorp: Peeperkorn acaba de suicidarse, utilizando un ingenioso mecanismo, que «reproduce la mordedura de la serpiente cascabel», para inocularse una combinación de diferentes venenos. Ya antes, en una conversación con Castorp, el neerlandés se había revelado como un experto en venenos. Madame Chauchat abandona el Sanatorio Berghof para no regresar jamás.

### Final
Hacia el final de la novela, tanto Castorp como el resto de los habitantes del sanatorio caen en un estado de aburrimiento («anestesia de los sentidos»), que les hace dedicar su tiempo a las actividades más diversas y banales: la fotografía, la filatelia, la pasión por el chocolate o el dibujo, sin olvidar los encuentros eróticos entre los residentes, a los que nuevas normas del médico jefe intentan poner coto. Algunos personajes tienen ideas aún más alocadas, como la de resolver el problema de la cuadratura del círculo. Por su parte, Castorp se entrega apasionadamente a la música, cuando el doctor Behrens adquiere para el sanatorio un gramófono y una nutrida colección de discos. Su pieza favorita es un lied de Schubert, Der Lindenbaum, incluido en el ciclo Viaje de invierno.
El doctor Krokovski se interesa por el mundo de lo sobrenatural, sobre todo cuando una paciente, la danesa Ellen Brand, da muestras de poseer poderes paranormales. Comienzan a organizarse sesiones de espiritismo. En el curso de una de ellas, Castorp solicita que aparezca el espíritu de su fallecido primo Joachim Ziemssen. En efecto, se aparece Ziemssen, y Castorp, sobrecogido, le pide perdón.
Se van enconando los ánimos y aumentan las disputas, dentro y fuera del sanatorio, que a veces llegan a las manos, anticipando la llegada inminente de la Primera Guerra Mundial. También crece la tensión entre Naphta y Settembrini. En una de sus continuas discusiones, Settembrini ofende a Naphta, quien lo reta a un duelo a pistola. A pesar de los esfuerzos de Castorp por evitarlo, el duelo termina llevándose a efecto. Settembrini, sin embargo, dispara intencionadamente al aire; Naphta, despechado, vuelve la pistola contra sí mismo y se suicida.
Finalmente, estalla la guerra, cuando Castorp lleva ya siete años en el sanatorio. Tras despedirse de Settembrini, el protagonista abandona finalmente la institución para alistarse como soldado. Cambia bruscamente el escenario, y se muestra una batalla, en la que varios miles de soldados deben atacar una posición, porque se sabe que gran parte de ellos van a morir y han de ser muchos para que los supervivientes sean suficientes para tomarla. Se identifica a Castorp como uno de los soldados. Como presagio de su próxima muerte (que no llega a narrarse) está tarareando Der Lindenbaum.

## Personajes

### Castorp
Según declaraciones del propio Mann, el personaje de Castorp es una especie de «buscador del Grial», en la línea del Parzival de Wolfram von Eschenbach, o del Perceval de Chrétien de Troyes. En la novela, es un personaje cuya principal característica es la avidez de conocimiento. Su personalidad es muy influenciable: Settembrini y Naphta se disputan su alma «como hacían Dios y el diablo con el hombre en la Edad Media».
Castorp procede de la burguesía de Hamburgo (al igual que Mann procedía de una familia de comerciantes de Lübeck). El medio social del que procede determina en gran medida su actitud ante la vida, y hace que inicialmente se muestre hostil a las ideologías de signo radical, expuestas por Naphta o Settembrini. Para Settembrini, es «un niño mimado por la vida», y Clawdia Chauchat lo considera un joli bourgeois à la petite tache humide.
La elección del nombre por parte de Mann no es casual: Hans es uno de los nombres más usuales en Alemania, por lo que puede servir para representar al alemán típico. Muchos cuentos populares alemanes están protagonizados por un personaje con ese nombre, como Hans im Glück. Se ha mencionado también, dado que Hans es la versión abreviada de Johannes (en español, Juan), que el nombre puede aludir también a San Juan Bautista, precursor de Cristo, o a San Juan Evangelista, autor del Cuarto Evangelio y del Apocalipsis.

### Settembrini
Settembrini es uno de los personajes fundamentales de la novela. Ejerce de mentor paternal de Castorp, y representa en cierto modo el sistema de valores de la burguesía, así como la afirmación vitalista del trabajo, la actividad creativa y el progreso de la humanidad. En este sentido, advierte a Castorp contra la atmósfera mórbida del sanatorio, y en particular contra su atracción hacia la enfermiza Clawdia Chauchat, y le insta a llevar una vida activa en el mundo de «allá abajo». El personaje de Settembrini está igualmente vinculado a la tradición humanística, y a los valores de la democracia y la Ilustración, con especial énfasis en la tolerancia y en los derechos humanos. Se dedica a componer una «Enciclopedia del Sufrimiento».
Su pensamiento, no obstante, no está exento de contradicciones: es defensor de la guerra cuando esta tiene una causa nacionalista (se considera un patriota italiano y es enemigo declarado del Imperio austrohúngaro).
Su función de «ilustrador», o, mejor aún, «iluminador» de Castorp, se pone de relieve simbólicamente en algunos momentos, como cuando, al entrar en su habitación, que se encontraba en tinieblas, enciende repentinamente la luz. Su admirado maestro, Carducci, ha escrito incluso un himno a Lucifer, otro «portador de la luz», al que llama la forza vindice della ragione. Él mismo gusta de compararse con Prometeo, el personaje de la mitología griega que llevó el fuego, y, con él, la «iluminación» al género humano.

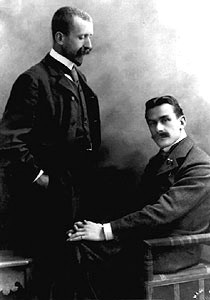
Los hermanos Heinrich y Thomas Mann hacia 1900.

Su antagonista, Naphta, considera despectivamente a Settembrini un Zivilisationsliterat («literato de la civilización»), la misma expresión que en su ensayo Consideraciones de un apolítico (1918), había usado Mann para referirse a la caricatura de un cierto tipo de escritor francófilo, de ideología liberal, como el que encarnaba su propio hermano, Heinrich Mann. Tal vez este fuese el modelo inicial del personaje de Settembrini. A medida que Mann fue desarrollando la novela, sin embargo, el personaje fue encarnando los valores de la democrática República de Weimar, a los que Mann se adhirió después de reconciliarse con su hermano en 1922. Por este motivo se piensa que en gran medida, las ideas expresadas por Settembrini son las del propio autor, especialmente en los últimos capítulos de la novela.
La apariencia externa de Settembrini está inspirada en la del compositor Ruggiero Leoncavallo. Por otro lado, existió realmente un personaje llamado Luigi Settembrini, que fue un escritor y patriota italiano que participó activamente en la unificación de Italia.

### Leo Naphta
Leo Naphta es un judío converso al catolicismo que ha ingresado en la orden jesuita, y que se restablece en Davos por causa de su enfermedad pulmonar. Es el antagonista de Settembrini, con el que se disputa la atención de Castorp.
El personaje de Naphta simboliza los extremismos de ambos lados que existían en la República de Weimar, y que terminarían conduciendo a la implantación de un sistema totalitario. Su pensamiento, nostálgico del orden medieval, mezcla elementos muy heterogéneos que proceden de ideologías como el anarquismo, el comunismo y el fascismo. Maneja con enorme habilidad la dialéctica y la retórica, y es un sofista consumado.
Naphta se disputa con Settembrini la educación de Castorp. Durante algún tiempo, Castorp parece dudar entre uno y otro, pero finalmente —sobre todo a partir del episodio «Nieve», en el capítulo VI—, termina por decantarse por Settembrini. Está claro que el personaje de Naphta no estaba previsto en el primer proyecto de la novela, sino que se incorporó posteriormente. Como posibles modelos del personaje se ha citado a Georg Lukács, León Trotski, e incluso Friedrich Nietzsche. Es destacable el hecho de que el autor eligiese a un judío como personaje que defiende tesis totalitarias, al igual que ocurre en Doktor Faustus, donde el pensamiento fascista está representado por el judío Chaim Breisacher.

### Clawdia Chauchat
Clawdia Chauchat es el único personaje femenino verdaderamente relevante de la obra y encarna en la novela la atracción erótica. El amor que Castorp siente por ella no es la menos importante de las razones por las que termina prolongando su estancia en el sanatorio, y renunciando, por lo tanto, a la vida de «allá abajo». Símbolo del deseo sensual que arrebata al héroe masculino sus energías positivas, sus modelos literarios pueden encontrarse tanto en la maga Circe de la Odisea como en las ninfas del Venusberg del Tannhäuser wagneriano.
Madame Chauchat es la esposa de un alto funcionario ruso que está destinado en el Daguestán, y que permite sin embargo a su esposa viajar a su antojo por Europa (uno de los países que visita es España, que le causa una impresión bastante pobre, aunque se lleva una boina como souvenir). Además de ser brevemente la amante de Castorp, tiene también relaciones con otros dos personajes: el médico jefe, doctor Behrens, y Mynheer Peeperkorn.
Sus rasgos asiáticos son muy acentuados: para Settembrini, es una peligrosa encarnación de la «lasitud asiática» que aparta al occidental Castorp de su destino como hombre de acción. A Castorp le recuerda a un antiguo compañero de escuela del que estuvo enamorado, Pribislav Hippe; de hecho, continúa viendo en ella a Hippe a lo largo de toda la novela.
El apellido francés de Clawdia, Chauchat, recuerda la expresión chaud chat («gato cálido»). Behrens, de quien se insinúa que ha sido su amante durante un tiempo, la llama, en conversación con Castorp, «nuestra gatita», y el narrador se refiere en varias ocasiones a sus «andares felinos». El nombre puede estar relacionado también con el inglés claw («garra»). Mann parece haberse basado para crear este personaje en una enferma que conoció en el sanatorio en el que se encontraba internada su esposa, llamada Clawelia.

### Mynheer Peeperkorn

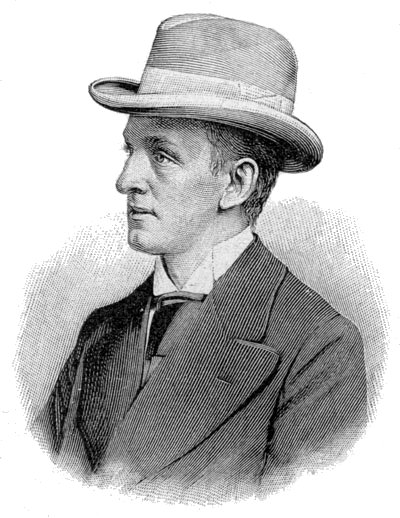
Gerhart Hauptmann, modelo del personaje de Mynheer Peeperkorn.

El personaje de Mynheer Peeperkorn, que aparece solamente hacia el final de la novela y cuya presencia en la misma es relativamente breve, es una de las figuras más sorprendentes de La montaña mágica. Su personalidad fascina a Castorp, aunque Settembrini no ve en él más que «un viejo estúpido». En cuanto a su apariencia física, el personaje está inspirado en Gerhart Hauptmann.
Peeperkorn representa la capacidad de sentir y de gozar intensamente de la vida, en contraposición con el intelectualismo de Naphta y Settembrini. Ha sido considerado una «mezcla de Cristo y de Dioniso». En este sentido, tiene precedentes en otros personajes similares de la obra de Mann, como el señor Klöterjahn de la novela corta Tristán, o Hans Hansen, el amigo de Tonio Kröger.
En uno de los pocos momentos en que es capaz de articular un discurso coherente, pues siempre deja a medias sus comentarios, expone así su visión de la vida:

Nuestros sentimientos son la fuerza viril que despierta a la vida. La vida duerme. Quiere ser despertada para desposarse en la embriaguez con el divino sentimiento. Porque el sentimiento, joven, es divino. El hombre es divino en la medida en que es capaz de sentir. Es el sentimiento de Dios. Dios le ha creado para sentir a través de él. El hombre no es más que el órgano mediante el cual Dios se desposa con la vida, despierta y embriagada.

Su personalidad dionisíaca no está exenta de rasgos caricaturescos. En cierto modo, su opuesto es el apolíneo Joachim Ziemssen; los dos terminan por morir en circunstancias poco agraciadas: el primero por culpa de la enfermedad y el segundo suicidándose, en tanto que el Castorp, equidistante de ambos, les sobrevive.

### Joachim Ziemssen
Joachim Ziemssen es el primo de Castorp, al que este acude a visitar al sanatorio, así como su principal amigo y confidente. Aunque están estrechamente unidos, hasta el punto de que el médico jefe Behrens les da el sobrenombre de Dioscuros, existen muchas diferencias entre ellos. Ziemssen encarna los valores militares, especialmente el sentido del deber, en tanto que Castorp es un civil, lo que para él supone no estar obligado a someterse a esta idea del deber. Estas diferencias se proyectan también en sus muy distintas historias de amor: desde el inicio de la novela, Joachim está enamorado de la rusa Marusja, pero, a diferencia de Castorp con Clawdia Chauchat, es incapaz de darle a conocer sus sentimientos.
Mientras que Castorp opta por quedarse en el sanatorio aun cuando se le considera ya curado, Ziemssen, sin completar su curación, lo abandona para seguir la carrera militar, ya que lo considera su deber. Su decisión tiene un final trágico, ya que, a pesar de sus éxitos en el ejército, debe regresar al Sanatorio Berghof y muere poco después. El título del capítulo en que se narra su muerte (Als Soldat und brav; en español, «Como un soldado y como un valiente») es una cita del Fausto de Goethe. Ziemssen destaca por la serena aceptación de su destino, que le granjea la admiración del resto de los personajes de la obra. Características de su personalidad, como lo son su determinación o su capacidad de aceptar el destino, se encuentran también en otros personajes de Mann, como Gustav von Aschenbach o Thomas Buddenbrook.

### Personajes secundarios
El doctor Behrens. Médico jefe del Sanatorio Internacional Berghof, su personaje está basado en el doctor Friedrich Jessen, que trató a Katia, la esposa de Mann, durante su estancia en el Sanatorio Wald, y que diagnosticó un problema de pulmón a Mann durante su visita al sanatorio. El personaje de la novela es un hombre alto, huesudo, de cabello blanco y ojos azules; un rasgo de su físico que le llama la atención a Castorp es el color azul de sus mejillas. Tiene el título de consejero áulico. Su esposa falleció de tuberculosis varios años atrás. Es aficionado a la pintura. Algunos pacientes plantean la duda de si las largas estancias en el sanatorio que prescribe Behrens no están motivadas, más que por causas médicas, por su propio interés económico. Bromeando, Settembrini llama a Behrens Radamante el primer día que Castorp pasa en el sanatorio, y así es llamado en numerosas ocasiones a lo largo de la obra.
El doctor Krokovski. Subordinado de Behrens, está inspirado en otro personaje real, Georg Groddeck, psicoanalista célebre por sus estudios de las enfermedades psicosomáticas, que impartía, en el sanatorio Marienhöhe de Baden-Baden, conferencias acerca de la relación entre el amor y la enfermedad con ideas muy semejantes a las que el doctor Krokovski expone en La montaña mágica. Krokovski practica el psicoanálisis con varios internos, entre ellos el propio Castorp, y hacia el final de la novela muestra gran interés por el mundo de lo paranormal, llevando a cabo sesiones de espiritismo. Un dato llamativo es que viste siempre de negro.
Adriatica von Mylendonk. Es la enfermera jefe cuyo nombre tiene resonancias medievales, como señala Settembrini. Forma parte del personal del sanatorio también una camarera enana, llamada Emerencia.
Entre los huéspedes del sanatorio, algunos tienen mayor relevancia, como la estúpida y pretenciosa Karoline Stöhr; Ferdinand Wehsal, enamorado platónico de madame Chauchat por el que Castorp siente cierto desprecio; Marusja, joven rusa a la que Ziemssen ama en secreto; el señor Albin, enfermo incurable que habla a menudo de suicidarse pero que sobrevive a muchos otros huéspedes; Ellen Brand, joven danesa con aptitudes paranormales; la señorita Engelhart, compañera de mesa de Castorp que se convierte en su confidente acerca de la relación de este con Clawdia Chauchat; el ruso Anton Karlovich Ferge, que se restablece sorprendentemente tras haber estado a las puertas de la muerte; la institutriz inglesa miss Robinson; entre otros.

## Interpretación

### Generalidades
La montaña mágica es en cierto sentido una parodia del Bildungsroman («novela de aprendizaje») clásico alemán. Al igual que los protagonistas de este género, Hans Castorp abandona la casa paterna y se encuentra, en el Sanatorio, con el Arte, la Política y el Amor. Sobre todo a través de las conversaciones con sus «mentores» Settembrini y Naphta llega a conocer una serie de ideologías distintas. Sin embargo, al contrario que en el Bildungsroman clásico, la «educación» en la montaña mágica no convierte a Hans Castorp en un burgués diligente y seguro de sí mismo. El proceso de desarrollo desemboca más bien en el vacío, en la «tormenta de acero» de la Primera Guerra Mundial, en el que toda individualidad se disuelve.
Sin embargo, en muchos personajes, como por ejemplo en Pieter Peeperkorn, también se han introducido elementos grotescos muy concretos, como su desmesurado apetito o su afición por el alcohol.

### Relación conLa muerte en Venecia
Según declaraciones del autor, La Montaña Mágica fue concebida inicialmente como una novela corta, un reflejo irónico y divertido (un «drama satírico») de su otra novela corta La muerte en Venecia, que no terminaría hasta 1912. Su atmósfera debería ser esa «una mezcla de muerte y diversión» que Mann había conocido en el sanatorio cuando visitó allí a su mujer. «La fascinación por la muerte, el triunfo del embriagador desorden sobre una vida dedicada al orden más excelso, descrito en La muerte en Venecia, debía plasmarse en clave humorística.»
De esta forma, La montaña mágica es en muchos aspectos la antítesis de La muerte en Venecia. Frente al experimentado escritor Gustav von Aschenbach se sitúa un joven ingeniero sin experiencia vital. Al hermoso joven polaco Tadzio le corresponde una «flácida asiática», la rusa madame Chauchat; finalmente, al cólera en Venecia, la tuberculosis en el sanatorio.

### Magia y simbolismo de la montaña
La relación de la novela y su título son múltiples y a diversos niveles: la «montaña mágica» como lugar en donde desaparecen los raptados es un motivo de la literatura alemana por lo menos desde El flautista de Hamelín. En el relato Das Marmorbild (La estatua de mármol) de Joseph von Eichendorff se advierte desde el principio contra la montaña mágica, a la que se atrae a «los jóvenes» y de donde «nadie ha vuelto». La historia misma trata explícitamente el tema de la seducción de la decadencia en forma de la ruina de un castillo situada en una altura, en la que los sentidos (tanto el sentido de la realidad como el del tiempo) se confunden.
El escenario de los sucesos en la novela de Mann, el Sanatorio Berghof, se encuentra en la montaña no solo de forma geográfica, sino que representa, al igual que una montaña real, un mundo herméticamente cerrado en sí mismo. Este además representa la antítesis del hogar de Castorp, la sobria, comercial y, en el caso de Joachim Ziemssen, mortal, «tierra llana».
En la grotesca escena del carnaval, durante la que Castorp declara su amor a Madame Chauchat, el Sanatorio se convierte en la Noche de Walpurgis, la montaña se convierte en el Blocksberg, donde, en la primera parte del Fausto de Goethe, se encuentran brujas y magos para celebrar una fiesta obscena e infernal.
Además, el sanatorio recuerda al Venusberg (Monte de Venus), un tema conocido de la literatura alemana, entre otros de la ópera de Richard Wagner Tannhäuser, una especie de «paraíso infernal», un lugar de lujuria y desenfreno. Allí transcurre el tiempo de otra forma: el visitante cree haber pasado solo unas horas, pero, si consigue salir, han pasado siete años. También para Castorp se convierten las tres semanas iniciales en el sanatorio en siete años.
Las referencias a cuentos y mitología se encuentran en todo el libro: Settembrini compara a los doctores Behrens y Krokovski con los jueces de los muertos Minos y Radamante y al Sanatorio Berghof con el Reino de las Sombras, en el que Hans Castorp está de paso como Ulises. Más adelante, Settembrini le hace al protagonista una enigmática alusión en la que se refiere veladamente al mito de Perséfone, también relacionado con el mundo de los muertos de la mitología griega. Con el «sueño de nieve» en el capítulo «Nieve», Thomas Mann retoma la narración mítica de la Nekya, o descenso de Odiseo al Hades (Canto XI de la Odisea). Tras su vuelta del Hades, Hans Castorp es capaz de llegar temporalmente a profundas conclusiones. Behrens, haciendo un juego de palabras con el apellido del protagonista, compara a los primos con los Dioscuros, Cástor y Pólux. Settembrini se compara con Prometeo. La inculta señora Stöhr (juego de palabras con stöhren, «molestar») trae a colación, aunque confundiéndolos, a Sísifo y Tántalo; Settembrini se burla de su error.
Las opíparas comidas para los enfermos se comparan con el cuento Tischlein-Deck-Dich (Mesa, ¡ponte!). La búsqueda obsesiva de Madame Chauchat por parte de la señora Engelhart recuerda a la hija del rey en Rumpelstiltskin. Castorp no solo tiene nombre de cuento, Hans im Glück (Hans con suerte), sino que comparte con el personaje su alegre inocencia. Al final pierde, al igual que el personaje del cuento, el sueldo de siete años. Finalmente también hay que mencionar en relación con la historia el tema de los siete durmientes de Éfeso.
Incluso la venta del termómetro por la superiora se convierte en un rito iniciático, con el que se admite a Castorp en la comunidad de iniciados que forman los habitantes. Incluso el nombre de la enfermera jefe, Adriatica von Mylendonk, parece provenir de otro mundo. «Estimado señor, aquí algunas cosas tienen un aire medieval» opina Settembrini sobre el asunto.
Como un hilo conductor se extiende a lo largo de las siete partes del libro la cifra mágica siete. Castorp pasa siete años en el sanatorio; el grotesco carnaval, uno de los puntos culminantes de la novela, ocurre siete meses después de su llegada. El siete también aparece en el número de letras de los apellidos de los primos, en el número de mesas del comedor, así como en el número de la habitación de Castorp, 34, cuyas cifras suman 7. El nombre de Settembrini contiene la cifra en italiano (sette). Joachim Ziemssen muere a las siete. Cuando Mynheer Peeperkorn, en una ceremonia patética, decide suicidarse, hay siete personas presentes.

### Enfermedad y muerte
La enfermedad y la muerte impregnan toda la novela. Casi todos los protagonistas sufren, en diversos grados, de tuberculosis, lo que domina el ritmo diario, los pensamientos y las conversaciones («Sociedad Medio Pulmón»). También van muriendo pacientes a causa de la enfermedad, como Barbara Hujus, cuya patética muerte es relatada por Ziemssen a Castorp poco después de su llegada al sanatorio, y que se mantiene en la memoria del lector por la lóbrega escena del viático, o el primo Ziemssen, que se despide de la vida como un héroe antiguo. En las conversaciones con Settembrini y Naphta se discute el tema de la muerte a un nivel metafísico. Aparte de las muertes por enfermedad, también hay dos suicidios (Peeperkorn, Naphta), antes de que la novela termine finalmente en una guerra asesina, la «Fiesta Mundial de la Muerte».
Sobre la muerte y la enfermedad en su novela, Thomas Mann comenta:

Lo que ha aprendido a entender [Castorp] es que toda salud superior tiene que pasar por la profunda experiencia de la enfermedad y la muerte [...]. Hacia la vida, le dice en una ocasión Hans Castorp a Madame Chauchat, hacia la vida hay dos caminos: uno es el habitual, directo y formal. El otro es malo, lleva sobre la muerte, y ese es el camino genial. Esa concepción de la enfermedad y la muerte como un paso necesario hacia el saber, la salud y la vida, convierte La montaña mágica en una novela de iniciación.

### Tiempo
Al igual que en otras novelas de la misma época, como En busca del tiempo perdido de Marcel Proust, el tiempo constituye uno de los motivos centrales de La montaña mágica. Aunque los acontecimientos están narrados en el orden cronológico convencional (a excepción del capítulo II, en que se vuelve atrás en el tiempo para informar de la vida anterior de Castorp), el ritmo de la narración no es uniforme, sino que va acelerándose progresivamente. La obra está dividida en siete capítulos, que cubren un período de siete años (la estancia de Castorp en el sanatorio). Sin embargo, los primeros cinco capítulos (alrededor de la mitad de la novela) relatan con una minuciosidad rica en detalles únicamente el primero de estos siete años, ya que para el protagonista es una época interesante y llena de novedades; y, en cambio, los seis años restantes de permanencia de Castorp en el Sanatorio Internacional Berghof se condensan en los dos últimos capítulos de la obra, en los cuales para el protagonista la existencia resulta más monótona y rutinaria.
Esta asimetría de la novela en cuanto al tiempo tiene, por lo tanto, su principal razón en la percepción subjetiva del protagonista. Ya desde el momento en que Castorp llega por primera vez al sanatorio, su primo Joachim le advierte de que la percepción del tiempo entre los habitantes de la montaña es considerablemente distinta de la que impera «allá abajo»:

Tres semanas no son prácticamente nada para nosotros, los de aquí arriba; claro que para ti, que estás de visita y sólo vas a quedarte tres semanas, son mucho tiempo.

Como afirma Paul Ricoeur, es posible pensar que el hilo conductor de la novela se encuentra en la relación que se establece entre Castorp y esta abolición del tiempo.
Además, son continuas en la novela las disquisiciones teóricas sobre la naturaleza del tiempo, tanto en boca del narrador como de los personajes. El narrador, que se entromete varias veces en el relato, inserta por ejemplo, en el capítulo IV, un «excurso sobre la conciencia del tiempo», en el que expone sus ideas acerca de este tema:

un acontecimiento novedoso [...] confiere al paso del tiempo una mayor amplitud, peso y solidez, de manera que los años ricos en acontecimientos discurren con mayor lentitud que los años pobres, vacíos y carentes de peso, que el viento barre y que pasan volando. [...] Los grandes períodos, cuando transcurren con una monotonía ininterrumpida, llegan a encogerse en una medida que espanta mortalmente al espíritu.

También se trata en la novela la relación entre el «tiempo de la narración» (es decir, el tiempo que se emplea en contar una historia; en alemán Erzählzeit) y el "tiempo de lo narrado" (o sea, el tiempo de los acontecimientos que se narran; en alemán erzählte Zeit). Incluso, al empezar el capítulo VII, el narrador se pregunta si es posible «narrar el tiempo como tal», y reflexiona acerca del tratamiento del tiempo en la narración, comparándolo con su papel en la música.

### Política
La montaña mágica admite también una lectura política. En este sentido, su publicación se produjo muy poco tiempo después de un importante viraje en las ideas políticas del autor, hasta entonces defensor del Imperio Alemán, al contrario que su hermano Heinrich, y que solo desde 1922 se pronunció públicamente como favorable a la República de Weimar. La democracia occidental está encarnada en la novela en el personaje de Settembrini, en tanto que Naphta refleja la tentación autoritaria. Significativamente, ambos se baten en duelo al final de la novela, en vísperas de la Primera Guerra Mundial. Con frecuencia se ha interpretado el enfrentamiento, primero verbal y luego armado, entre ambos personajes, como la confrontación entre la democracia liberal y los totalitarismos que dominaría la escena política durante la década de 1930. El vencedor moral del duelo es Settembrini, y Naphta opta por suicidarse.
Algunos intelectuales marxistas, como Lukács, sin embargo, admiraron La montaña mágica. Lukács consideraba a Mann como el último escritor burgués, y pensaba que su obra era un magnífico testimonio de la «desarticulación de la conciencia europea en manos del capitalismo».

### Erotismo
El personaje que en la novela encarna la atracción erótica es el de Clawdia Chauchat, de quien Castorp se convierte primero en admirador platónico y luego en amante. No obstante, el tema del erotismo se encuentra a lo largo de toda la obra: también Ziemssen y Wehsal son enamorados platónicos que, a diferencia de Castorp, no se atreven a dirigirse a sus respectivas amadas. Por otro lado, las alusiones a encuentros eróticos entre internos en el sanatorio son relativamente frecuentes. A lo largo de la novela, el tema del erotismo es a menudo tratado con ironía. La declaración de amor que Castorp le hace a Madame Chauchat durante el carnaval no está exenta de comicidad. Las prendas de amor que Castorp y Clawdia intercambian cuando ella parte son sus respectivas radiografías; y Castorp lleva siempre consigo la de Clawdia. Más adelante, cuando Clawdia regresa acompañada de Peeperkonrn, la admiración que ambos sienten por este último no les impide reanudar su relación amorosa a sus espaldas, formando un curioso triángulo amoroso.
Aparece insinuado el tema de la bisexualidad, en cuanto que Hans Castorp, perdidamente enamorado de la rusa Clawdia Chauchat, busca en ella al mismo tiempo el recuerdo de un antiguo compañero de escuela, Pribislav Hippe, por el que tuvo una adoración platónica y al que ella se parece sorprendentemente. Además, se siente fascinado (otra atracción veladamente homoerótica) por el cosmopolita Peeperkorn.
Cuando Castorp conoce a Clawdia Chauchat, se despierta en él el recuerdo de su antiguo condiscípulo Pribislav Hippe. Primero tiene un extraño sueño, en el que, en el patio de su antiguo colegio, pide prestado un lápiz a Madame Chauchat. El sueño le causa un extraño desasosiego, hasta que, algunos días después, recuerda la anécdota que lo inspiró: cuando tenía trece años, sintió una particular adoración hacia un compañero de escuela, Pribislav Hippe, cuyos rasgos (especialmente la forma de los ojos) eran muy similares a los de Clawdia Chauchat. Esta adoración, a la cual Castorp nunca dio un nombre concreto porque «estaba convencido de que algo tan íntimo como aquello debía guardarse de una vez por todas de las definiciones y de las clasificaciones», duró aproximadamente un año, durante el cual Castorp guardó el secreto ante todo el mundo. Solamente en una ocasión se atrevió a hablar directamente con Hippe, para pedirle prestado un lápiz, e intercambió con él unas pocas frases. Esto fue para él un acontecimiento importantísimo, hasta el punto de que guardó después durante todo un año las virutas del lápiz de Pribislav. Algunos críticos, desde una lectura psicoanalítica, han querido ver en el lápiz de la historia un símbolo del pene.
El episodio tiene un claro origen autobiográfico: la bisexualidad de Thomas Mann es conocida, especialmente gracias al libro de Anthony Heilbut, Thomas Mann: Eros and Literature (1996), pero también a otras muchas referencias, y se sabe que muchas de sus obsesiones eróticas se reflejan en su obra. En este caso, la atracción de Castorp por Pribislav Hippe tiene muy probablemente su origen en su amor juvenil por un compañero de escuela, Willri Timpe.
No debe pasarse por alto el posible componente homoerótico de la amistad entre Castorp y Settembrini, de la admiración que Castorp siente por Peeperkorn, o incluso de la tensa relación entre Naphta y Settembrini. También puede verse una cierta atracción homosexual en el interés que la solterona señorita Engelhart siente por Clawdia Chawchat.

### Música

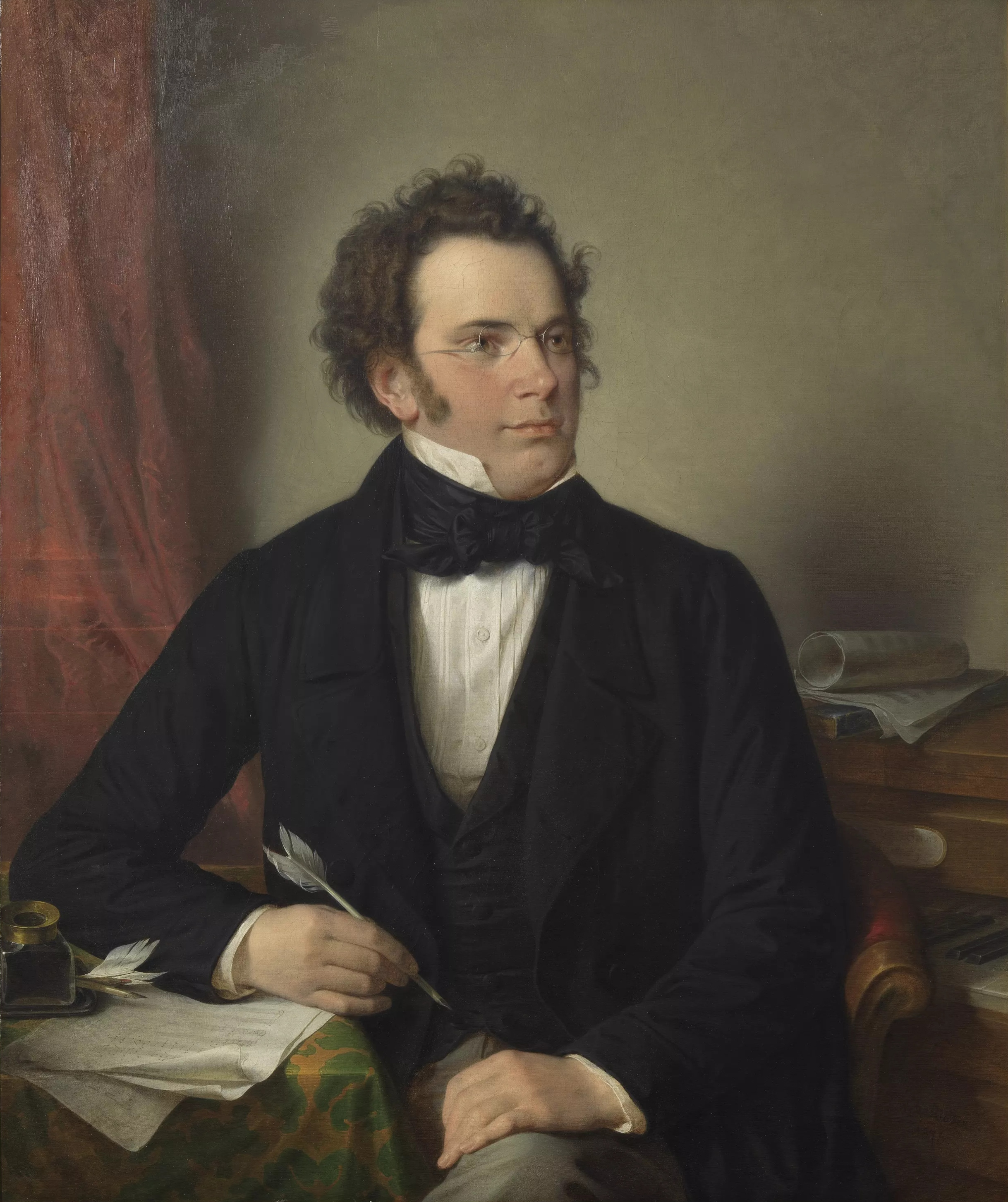
Uno de los lieder de Franz Schubert tiene un importante papel en la novela. Retrato de Franz Schubert, por Wilhelm August Rieder.

Como es frecuente en la obra de Thomas Mann —por ejemplo en Los Buddenbrook o en Doktor Faustus—, la música tiene en la novela un papel muy destacado. Según el autor:

La música siempre ha ejercido un influjo notable sobre el estilo de mi obra. [...] Desde siempre, la novela ha sido para mí una sinfonía, una obra de contrapunto, un entramado de temas en el que las ideas desempeñan el papel de motivos musicales.

Mann comenta también cómo en la construcción de la obra utilizó frecuentemente el leit-motiv wagneriano «de acuerdo con los aspectos simbólicos de la música».
En el episodio titulado «Un nuevo placer para los sentidos», del capítulo VII, el narrador comenta cuatro piezas de música vocal y una instrumental que Castorp va escuchando sucesivamente en el gramófono que el sanatorio acaba de adquirir: la ópera Aida, de Verdi; el Preludio a la siesta de un fauno de Debussy; las óperas Carmen de Bizet, y Fausto de Gounod; y Der Lindenbaum (El tilo), de Schubert. Sobre todo, este último lied de Schubert le parece a Castorp el más perfecto ejemplo del anhelo de muerte romántico. Como una alusión a su muerte inminente, al final de la novela Castorp es presentado tarareando este tema mientras combate en una batalla.

## Repercusiones

### República de Weimar
El público recibió calurosamente la novela. La primera edición, de 1200 ejemplares que se vendieron al precio de 21 marcos, se agotó en pocos días. Cuatro años después ya se habían vendido 100 000 ejemplares, y posteriormente se hicieron numerosas reediciones. Se han realizado traducciones a 27 idiomas, entre los que se encuentran todas las lenguas europeas importantes. En inglés existen incluso cinco traducciones, y en japonés dos. Al castellano fue traducida por primera vez en 1934 (véase Traducciones al español).
Sin embargo, el libro levantó ampollas en algunos contemporáneos que se vieron caricaturizados en el texto. Hay que mencionar sobre todo a Gerhart Hauptmann, que, reconocible para amplios círculos, sirvió de modelo para el borracho, anti-intelectual y vividor Mynheer Peeperkorn. A pesar de una extensa carta de disculpa fechada el 11 de abril de 1925, en la que Thomas Mann reconoce haber «pecado», Hauptmann no perdonó definitivamente a su joven colega hasta 1932.
También se molestó el doctor Jessen, médico residente de la clínica de Davos en la que en 1912 fue tratada la mujer de Mann, que era fácilmente reconocible como el médico jefe Prof. Behrens. En círculos médicos cercanos incluso se le aconsejó que denunciara al autor, en lo que pudo haber influido la posible publicidad para la clínica y la ciudad de Davos. Finalmente Jessen dejó la cosa estar. El estamento médico en general también fue muy crítico con La montaña mágica. Pero desde luego, desde el punto de vista técnico médico no se podía objetar nada en cuanto a la descripción del funcionamiento del sanatorio.
En círculos literarios profesionales, el libro tuvo un eco positivo. Se puede mencionar a Arthur Schnitzler, quien, a pesar de ser médico, no compartió las críticas de sus colegas contra la novela. Críticas positivas fueron también las de Georg Lukács, que sorprendentemente no se reconoció en el personaje de Leo Naphta, André Gide y Ernst Robert Curtius. Más críticos fueron Carl Sternheim, Alfred Döblin y sobre todo Bertolt Brecht, que se burló de Mann nombrándolo «escribano fiel al gobierno, a sueldo de la burguesía». La razón de la entrega del Premio Nobel de 1929 se refirió principalmente a Los Buddenbrook, debido al rechazo del jurado Fredrik Böök a La montaña mágica.

### Tercer Reich
Los nazis vituperaban La montaña mágica como «elogio de la decadencia» y difamación del «heroísmo militar» que propagaban. Por otra parte, la obra no aparecía en las listas negras del Ministerio de Propaganda de Goebbels. En qué medida las obras de Thomas Mann se vieron afectadas por la quema de libros del 10 de mayo de 1933, se sigue discutiendo en la actualidad.

### Posguerra
Tras la Guerra, Thomas Mann, y por lo tanto su obra principal, La montaña mágica, fue cada vez más criticado como autor «burgués» por los círculos literarios próximos al Grupo 47 y la Emigración interna. Esta tendencia tuvo su punto culminante, entre otros, bajo la influencia del Movimiento del 68, en 1975, Thomas-Mann-Jahr (Año de Thomas Mann) en Alemania. Desde entonces, se observa un renacer de la obra de Thomas Mann. Este renacimiento tiene que agradecerse en gran medida a la influencia del importante crítico Marcel Reich-Ranicki, que en una entrevista llegó a decir que no conoce novelas alemanas mejores que Las afinidades electivas de Goethe y La montaña mágica.

## Traducciones al español
La primera traducción de la obra al español fue la realizada por el escritor Mario Verdaguer en 1934 para la editorial Apolo. Esta versión fue reeditada en muchas ocasiones, y se difundió ampliamente por todos los países de lengua española. En 2005 se publicó una nueva traducción, a cargo de Isabel García Adánez, en la editorial Edhasa. Aunque reconoce la mayor facilidad de lectura de la nueva traducción para el lector moderno (al mismo tiempo que pormenoriza las omisiones en la traducción de Verdaguer), la germanohablante,[cita requerida] crítica literaria y profesora Claudia Kalász pone en duda si la tarea del traductor es traer el «autor al lenguaje del lector» y no el contrario.

## Adaptaciones al cine
- Después de que la novela fuera considerada durante largo tiempo como «infilmable», en 1981 el productor de cine Franz Seitz, Jr. se atrevió a intentarlo bajo la dirección de Hans W. Geißendörfer. La coproducción franco-alemana-italiana dura dos horas y media en su versión para el cine y siete horas en su versión televisiva. Actores son, entre otros, Christoph Eichhorn en el papel de Castorp, Rod Steiger como Peeperkorn, Marie-France Pisier como Clawdia Chauchat, Hans Christian Blech, Flavio Bucci como Settembrini, Charles Aznavour como Naphta, Alexander Radszun, Margot Hielscher, Gudrun Gabriel, Ann Zacharias, Irm Hermann, Kurt Raab, Rolf Zacher y Tilo Prückner.

- La Montaña Mágica (1974), capítulo unitario de la serie Los libros, producida y emitida por la Televisión Española, ideada por Jesús Fernández Santos y dirigida por José Antonio Páramo, con actuaciones de Eusebio Poncela y Narciso Ibáñez Menta.